# Berd'huis

Berd'huis este o comună în departamentul Orne, Franța. În 1 ianuarie 2022 avea o populație de 1.094 de locuitori.